# Twinkle Star Sprites
Twinkle Star Sprites (ティンクルスタースプライツ?, Tinkuru Sutā Supuraitsu) è un videogioco di tipo sparatutto a scorrimento verticale, prodotto nel 1996 dalla ADK come coin-op sul Neo Geo. È stato l'ultimo gioco della compagnia per tale scheda hardware.

## Trama
Il magico mondo di Preamuse è avvolto nell'oscurità dal malvagio imperatore Mevious e dai suoi scagnozzi. Per salvarlo da ulteriori sofferenze, la principessa Lordran (e il suo compagno Rabicat) lascia la sua casa e parte alla ricerca di Twinkle Star, un leggendario artefatto che si dice possa esaudire qualsiasi desiderio. Lei riesce nella sua missione e la pace torna a Preamuse.

## Modalità di gioco
Lo schermo di gioco è diviso in due parti: una riservata al giocatore 1, l'altra al giocatore 2 (oppure alla CPU, se si sta giocando da soli contro il computer). Ogni giocatore deve affrontare i nemici che compaiono nella propria metà campo, e per distruggerli ha a disposizione tre tipi di armi: uno sparo potenziabile, un beam in stile R-Type (si carica tenendo premuto il pulsante di sparo) e delle bombe (disponibili in numero limitato: all'inizio ogni contendente ne ha solo due ma è possibile ottenerne delle altre).
I nemici distrutti si trasformano in pericolose palle di fuoco dirette verso il proprio avversario. Quest'ultimo può respingerle, e chi le ha lanciate può respingerle a sua volta. Distruggendo molti nemici nell'arco di pochi istanti, un "boss" attacca l'avversario e può infliggergli danni importanti ma non è invulnerabile.
Il contatto con un nemico riduce l'energia del giocatore. Quando questa scende a zero il personaggio finisce K.O., consegnando così la vittoria del round al proprio avversario. Ogni incontro si compone di almeno due round; se i due contendenti vincono un round ciascuno sarà necessario un terzo round, quindi per vincere l'incontro e passare al turno successivo è necessario vincere almeno due round.

## Conversioni e seguiti
Nel 1997, Twinkle Star Sprites è stato convertito su Neo Geo CD e Sega Saturn. Quest'ultimo port presenta un nuovo personaggio oltre a quelli del gioco originale e diversi contenuti extra. Nel 2000, dopo aver completato l'acquisizione delle proprietà intellettuali della ADK, SNK ha portato il titolo su Sega Dreamcast.
Nel 2005, la SNK ha pubblicato in Giappone un seguito, intitolato Tinkuru Sutā Supuraitsu: La Petite Princesse, disponibile solo per PlayStation 2. Una volta completato, è possibile giocare ad un'emulazione perfetta del gioco originale.
L'8 dicembre 2008 la SNK ha rilasciato, sempre per Playstation 2 ed anche in questo caso solo in Giappone, una raccolta intitolata ADK Tamashii. Essa è composta da 5 titoli originariamente rilasciati dalla ADK sul Neo Geo, tra cui appunto questo titolo. Le emulazioni sono pressoché identiche ai giochi arcade originali.
Nel 2011 la versione per Neo Geo è stata pubblicata sul servizio online Virtual Console per Wii, nel 2015 è stata resa disponibile quella per PlayStation 2 su PlayStation Network ed infine nel 2016 è arrivata sempre la versione Neo Geo anche su Microsoft Windows tramite Steam.

## Accoglienza
In Giappone, la rivista Game Machine elencò Twinkle Star Sprite nel numero del 1º gennaio 1997 come la quattordicesima unità arcade di maggior successo del mese. Il titolo ha ricevuto generalmente recensioni contrastanti da parte della critica sin dalla sua uscita nelle sale giochi e su altre piattaforme.